# Domesticatiesyndroom

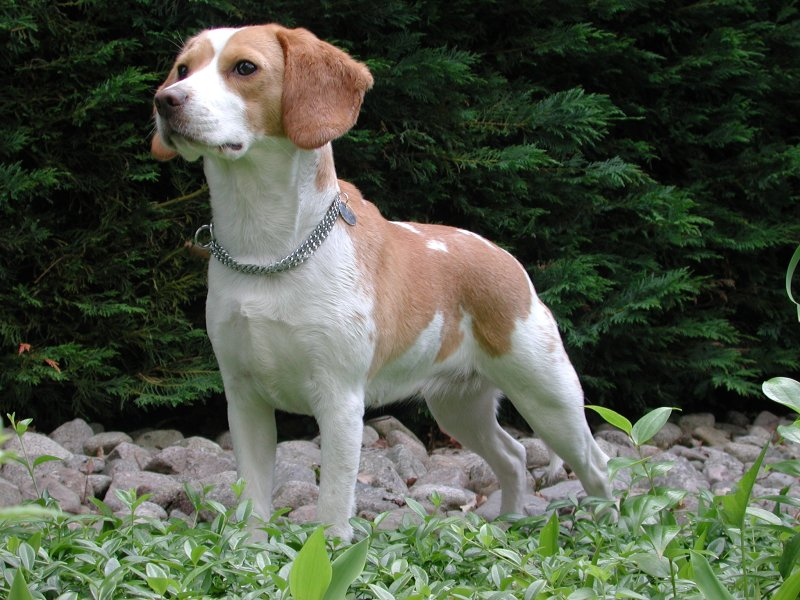
Een beagle met hangende oren, gevlekte vacht en korte snuit

Het domesticatiesyndroom is het geheel van kenmerken dat planten en dieren verkrijgen door domesticatie. Zichtbare kenmerken zijn, naast het gedrag bij dieren, morfologische veranderingen. De morfologische en gedragsveranderingen vinden hun oorsprong waarschijnlijk beiden in fysiologische veranderingen, in gang gezet door genetische veranderingen. Dit kan de convergente evolutie verklaren, waarbij dezelfde eigenschappen terug zijn te vinden bij verschillende soorten doordat kunstmatige selectie wordt toegepast gericht op veelal een enkele specifieke eigenschap.
Charles Darwin beschreef dit fenomeen al in The Origin of Species uit 1859, waarbij hij dacht dat de oorzaak lag in een veranderd levenspatroon. Een andere verklaring zag hij in het kruisen van verschillende soorten. Het werkelijke mechanisme achter het fenomeen bleef echter nog lang onduidelijk.

## Planten

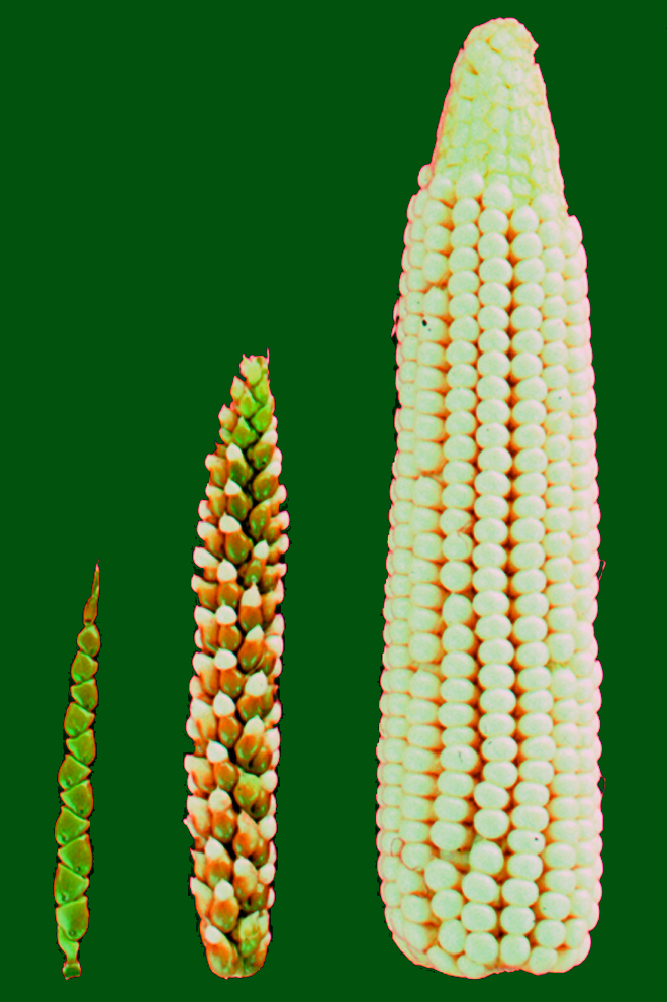
Wilde teosinte, een tussenvorm en maïs

Het domesticatiesyndroom verschilt per gewas, vooral afhankelijk van de manier van voortplanting – via zaden of via stekken – en op welk plantenorgaan de selectie is gericht. Het omvat veelal niet-openspringende aren, grotere vruchten of zaden, het verminderen of geheel verliezen van de kiemrust, minder stekels, doorns en beharing, minder gif- en bitterstoffen en een grotere eetbaarheid.
Er zijn gevallen waarin cultivatie wel fenotypische veranderingen tot gevolg heeft, maar geen genotypische. Zo worden knollen van yams groter na herbeplanting in lossere bewerkte grond zonder dat dit genetische gevolgen heeft.
Hoe een domesticatie verloopt en welke kenmerken van het domesticatiesyndroom hierbij naar voren komen, is mede afhankelijk van welk orgaan van het gewas door de mens gebruikt wordt. Zo zijn planten van het geslacht amarant in Meso-Amerika als graan in gebruik, terwijl ze in Afrika als bladgewas worden gebruikt. Sla werd rond de Middellandse Zee vanwege de eetbare bladeren gedomesticeerd, terwijl in China van stengelsla de stengel wordt gegeten.

### Periode
Gordon Hillman en Stuart Davies wezen er in 1999 in hun artikel Domestication rate in wild wheats and barley under primitive cultivation op dat genetische veranderingen relatief snel kunnen verlopen, van enkele decennia tot een paar eeuwen. Vooral vanuit de archeobotanie wordt er echter op gewezen dat dit proces in werkelijkheid veel langer duurde, tot millennia aan toe. Hierbij speelt onder meer de selectiedruk een rol. Met moderne technieken kan dit wel versneld worden, wat te zien is bij recente domesticaties zoals cranberry en kiwi.

### Niet-openspringende aren
Het verlies van de mogelijkheid tot zaadverspreiding met niet-openspringende aren is een belangrijk element van domesticatiesyndromen van de bekendere voedingsgewassen en dan vooral de grassen. Hiermee wordt een gewas afhankelijk van de mens bij de voortplanting. De domesticatie hiervan duurde zo'n 2000-2500 jaar. Vanaf zo'n 4000 jaar geleden nam het aantal domesticaties met dit kenmerk af, overeenkomende met de afname van eenjarige planten dat nog gedomesticeerd werd. Zo zijn er in Nabij Oceanië geen gewassen met niet-openspringende aren, wat ook samenhangt met het ontbreken van eenjarige planten.
Oogsttechnieken hebben ook invloed gehad op dit kenmerk. Zo werd in Azië rijst met een sikkel geoogst, zodat Aziatische rijst het kenmerk wel ontwikkelde, terwijl in rijst in Afrika met een mand werd geoogst, zodat Afrikaanse rijst openspringende aren bleef houden.
Bij gewassen als tarwe en gerst is deze overgang volledig gemaakt, maar bij andere gewassen is dit niet altijd het geval, omdat deze gemengd blijven met verwante gewassen. Dit kenmerk is op verschillende manieren bereikt. Onder meer bij gerst vond convergente evolutie plaats, waar zowel het gen Bt1 als Bt2 het verlies van broosheid van de aarspil (rachis) tot gevolg hadden en daarmee niet-openspringende aren.

### Verlies van de kiemrust
Het verlies van kiemrust is een belangrijk kenmerk van peulen en van pseudogranen zoals van het geslacht ganzenvoet.

### Secundaire metabolieten
Veranderingen in secundaire metabolieten zijn onder meer verlies van bittere smaak, verlies van giftigheid en kleurveranderingen. Dit is het meest voorkomende kenmerk van het domesticatiesyndroom, vooral bij recentere domesticaties.

### Morfologische veranderingen
Morfologische veranderingen aan de bovengrondse vegetatieve delen zijn na de veranderingen aan de secundaire metabolieten het meest voorkomende kenmerk van het domesticatiesyndroom.

### Voortplanting
Veel planten hebben meerdere voortplantingsmogelijkheden. Geslachtelijke voortplanting kan via kruisbestuiving of zelfbestuiving plaatsvinden, terwijl vegetatieve vermeerdering een vorm van ongeslachtelijke voortplanting is. Bij een aantal gewassen is een verschil te zien tussen de wilde en de gedomesticeerde vorm. Zo zijn er planten die van kruisbestuiving over zijn gegaan naar zelfbestuiving en een aantal die van geslachtelijke voortplanting over zijn gegaan naar vegetatieve vermeerdering. Doordat genetische variatie vrijwel afwezig is, kan dit aantrekkelijk zijn om goede eigenschappen te behouden. Daarnaast kunnen hierdoor vruchten met weinig tot geen zaden worden verkregen.

### Ploïdie
Ploïdie is het aantal sets chromosomen in een organisme. Van elk chromosoom bevinden zich in de celkern vaak twee of meer kopieën, de homologe chromosomen. Iedere soort heeft een kenmerkend aantal unieke chromosomen in de cel. Als het aantal sets groter is dan twee, dan is er sprake van polyploïdie, iets wat voorkomt bij een redelijk aantal plantensoorten.
Polyploïdie is een van de mechanismes achter sympatrische soortvorming, vooral bij bedektzadigen. Dit is van invloed op kenmerken van het domesticatiesyndroom, zoals de grootte van de vruchten, de resistentie tegen ziektes en verminderde reproductieve inspanning. Bij ploïdiemutatie via alloploïdie worden chromosomen van beide oudersoorten overgenomen, zoals bij tarwe. Bij autoploïdie zijn alle chromosomen van dezelfde herkomst, zoals bij de aardappel. De cellen en organen hiervan zijn ver het algemeen groter dan die van de diploïde vooroudersoort door de verdubbeling van het DNA. Vooral bij vaste planten was dit een domesticatiekenmerk en dan vooral bij de vegetatief vermeerderende soorten.
Sympatrische soortvorming kan een snelle divergente evolutie in de hand werken, waarmee nieuwe soorten in staat zijn om te gaan met de door cultivatie veranderde omstandigheden. Zo zijn grotere vruchten mogelijk een reactie op het dieper zaaien in bewerkte grond. De groei van vrucht duurde over het algemeen aanmerkelijk langer dan de ontwikkeling van niet-openspringende aren. Niet bij alle gewassen is groei van de vrucht een indicatie van domesticatie. Zo is bij zetmeelrijk fruit als bananen juist een verkleining van de zaden te zien en een groei van de hoeveelheid zetmeel. Soms is er sprake van divergente evolutie, zoals bij de broodboom, waarvan fertiele zaadvormende rassen bestaan waarvan het zaad wordt gegeten en infertiele zaadloze rassen waarvan het vruchtvlees wordt gegeten.

## Dieren
Huisdieren onderscheiden zich niet alleen door hun tamheid, maar ook met een ontwikkelingsvoorkeur met lichamelijke kenmerken als vlekkerige pigmentatie van de vacht, hangende oren en een kleiner lijf met een kop die de kenmerken heeft vergelijkbaar met een onvolwassen wild dier.

### Gedomesticeerde vos

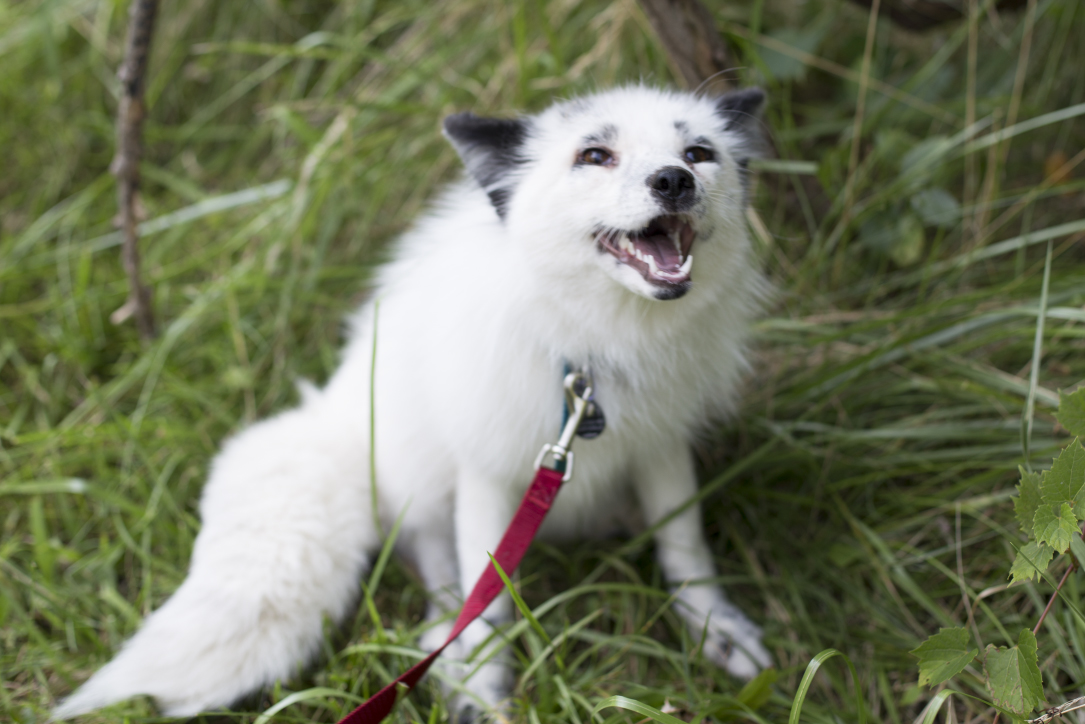
Een gedomesticeerde vos

Genetica had een slechte naam in de Sovjet-Unie en werd als een fascistische wetenschap beschouwd. Zo was Nikolaj Vavilov in 1941 onder Jozef Stalin nog ter dood veroordeeld voor zijn aanhang van Mendeliaanse genetica. In 1948 werd dit officieel tot een pseudowetenschap benoemd, waarbij alle genetici ontslagen werden. In dit ongunstige klimaat zette geneticus Dmitri Beljajev zijn onderzoek in het geheim door onder de noemer van dierfysiologie. Nadat Nikita Chroesjtsjov aan de macht was gekomen, werd het onderdrukkende regime teruggedraaid en in 1959 begon Belyaev een experiment met wilde zilvervossen aan het Instituut voor Cytologie en Genetica van de Siberische afdeling van de Russische Academie van Wetenschappen in Novosibirsk. Hij vroeg zich af of selectie op tamheid gevolgen had voor genetische veranderingen die op hun beurt ook weer anatomische en fysiologische gevolgen hadden. Door bewuste kunstmatige selectie wisten ze in enkele decennia een gedomesticeerde vos te fokken. Daarbij trad ook het domesticatiesyndroom op met zijn bijbehorende lichamelijke veranderingen. Bij de tiende generatie viel zo'n 18% in de elite-categorie, in de twintigste zo'n 35% en in 2009, met ondertussen Lyudmila Trut als hoofd van het onderzoek, zo'n 70 tot 80%.
De dieren lieten niet alleen een verandering zien in gedrag, er werden ook fysiologische veranderingen waargenomen. Als eerste vielen veranderingen in de hypothalamus-hypofyse-bijnier-as op, met een lager niveau van adrenaline tot gevolg, wat betekende dat de vossen minder angstig werden. Er werd vermoed dat er een verband was met melanine dat de pigmentatie reguleert, wat door later onderzoek bevestigd werd. Na acht tot tien generaties werd de vacht gevlekter, wat gevolgd werd door oren die meer gingen hangen. Uit dit onderzoek is duidelijk geworden dat de gehele set van kenmerken van het domesticatiesyndroom kan worden verkregen door slechts op een kenmerk te selecteren, de tamheid. Hiermee leek duidelijk dat het domesticatiesyndroom een geheel vormt en niet een toevallig samenvallende reeks van individuele kenmerken. Verder onderzoek sprak dit echter tegen.
Trut stelde voor dat een enkel genregulatienetwerk (GNR) verantwoordelijk is voor het domesticatiesyndroom door epimutaties. Volgens Adam S. Wilkins et al. zijn er twee problemen met deze aanname. Er is enerzijds geen enkel bekend GNR dat zoveel fenotypes omvat en anderzijds is het opmerkelijk dat mutaties van die omvang geen dodelijke gevolgen hebben. Uitgaande van tamheid als het selectiecriterium van gedomesticeerde dieren, zien zij de verklaring van die tamheid in verkleinde bijnieren, die een belangrijke rol spelen bij stress. De bijnieren hebben met de andere kenmerken van het domesticatiesyndroom gemeen dat hun ontwikkeling nauw verbonden is met cellen van de neurale lijst. De hypothese die zij hieruit hebben opgesteld, is dat het domesticatiesyndroom volgt uit een verminderde ontwikkeling van de neurale lijst (neurocristopathie). Dit vergt echter verder onderzoek.
Een onderzoek waarbij 60 generaties bruine ratten (Rattus norvegicus) geselecteerd werden op tamheid vond wel twee loci voor tamheid en een voor vachtkleur, maar deze overlappen elkaar niet, zodat er geen genetische aanwijzingen zijn dat gedrag en vachtkleur verband met elkaar houden.

## Oorsprongsonderzoek
Lange tijd werd gedacht dat domesticatie van specifieke planten zich binnen een relatief korte tijd en binnen een beperkt gebied had afgespeeld. Daarmee zou voor elk voedingsgewas een duidelijk oorsprongsgebied en -periode kunnen worden vastgesteld en zo een landbouwgeschiedenis beschreven kunnen worden. Zo beschreef Vavilov de genencentra (center of origin) van de belangrijkste gewassen.
Uit onder meer archeobotanisch onderzoek blijkt een veel complexere genetische relatie tussen gewasplanten en hun wilde voorouders. Door fossiele planten en zaden te onderzoeken, kan achterhaald worden wanneer deze bepaalde eigenschappen van het uiteindelijke domesticatiesyndroom verkreeg. Vooral van granen zijn de zaden goed zichtbaar in het fossielarchief. Daarmee is duidelijk geworden dat voordat de huidige gewassen over hun volledige set van eigenschappen beschikten, er vele tussenstadia waren in een langdurig multiregionaal proces. Van planten die zich vegetatief voortplanten blijft weinig over, onder meer omdat knollen en wortelen geconsumeerd worden en deze planten over het algemeen geen fytolieten bevatten. Hierdoor is het nog niet mogelijk om de domesticatiesnelheid van deze gewassen direct vast te stellen. Indirect kan er via archeologische vondsten wel een ruwe schatting worden gemaakt aan de hand van onder meer sporen van ontbossing en de gebruikte stenen werktuigen.
De oorspronkelijke zoektocht naar de locatie waar landbouw is ontstaan, maakt dan ook steeds meer plaats naar zoektochten naar de plaatsen van cultivatie van individuele gewassen, veelal millennia voordat er sprake was van landbouw.